# Аннес-э-Больё
Анне́с-э-Больё (фр. Annesse-et-Beaulieu) — коммуна во Франции, находится в регионе Аквитания. Департамент — Дордонь. Входит в состав кантона Сент-Астье. Округ коммуны — Перигё.
Код INSEE коммуны — 24010.

## География

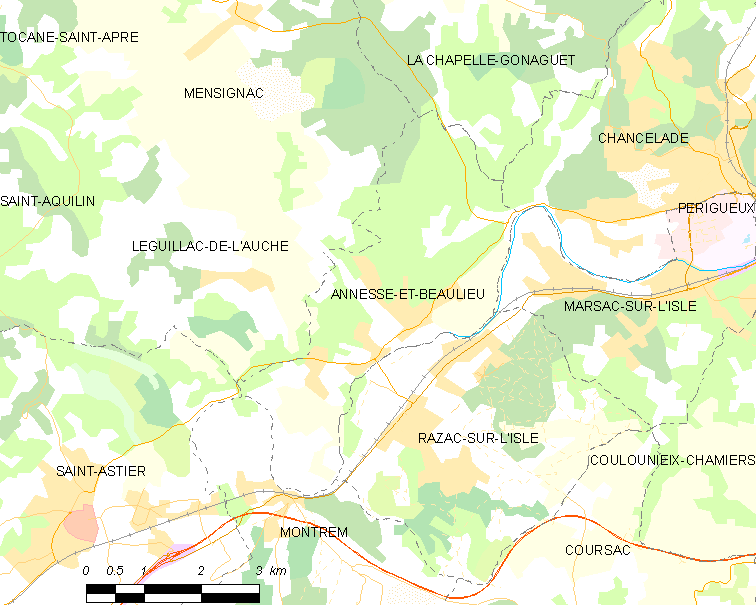
Карта коммуны

Коммуна расположена приблизительно в 430 км к югу от Парижа, в 100 км восточнее Бордо, в 10 км к западу от Перигё.
По территории коммуны протекает река Иль.

### Климат
Климат умеренный океанический со средним уровнем осадков, которые выпадают преимущественно зимой. Лето здесь долгое и тёплое, однако также довольно влажное, здесь не бывает регулярных периодов летней засухи. Средняя температура января — 5 °C, июля — 18 °C. Изредка вследствие стечения неблагоприятных погодных условий может наблюдаться непродолжительная засуха или случаются поздние заморозки. Климат меняется очень часто, как в течение сезона, так и год от года.

## Население
Население коммуны на 2010 год составляло 1486 человек.
| 1962 | 1968 | 1975 | 1982 | 1990 | 1999 | 2010 |
| ---- | ---- | ---- | ---- | ---- | ---- | ---- |
| 531  | 553  | 631  | 826  | 1099 | 1250 | 1486 |

## Администрация
| Период | Период | Фамилия        | Партия                  | Примечания                                |
| ------ | ------ | -------------- | ----------------------- | ----------------------------------------- |
| 1945   | 1989   | Франсуа Лабрю  | беспартийный            | директор компании, пенсионер              |
| 1989   | 1995   | Рене Куден     |                         | военный лётчик в отставке                 |
| 1995   | 2001   | Филип Брокар   |                         | управляющий делами                        |
| 2001   | 2014   | Жан-Луи Симон  | Социалистическая партия | директор школы, пенсионер                 |
| 2014   | 2020   | Мишель Бюиссон | Социалистическая партия | работник Électricité de France, пенсионер |

## Экономика
В 2010 году среди 917 человек трудоспособного возраста (15—64 лет) 660 были экономически активными, 257 — неактивными (показатель активности — 72,0 %, в 1999 году было 71,7 %). Из 660 активных жителей работали 598 человек (311 мужчин и 287 женщин), безработных было 62 (26 мужчин и 36 женщин). Среди 257 неактивных 87 человек были учениками или студентами, 117 — пенсионерами, 53 были неактивными по другим причинам.

## Достопримечательности
- Замок Лаланд (XVIII век)
- Замок Рош[фр.], построенный для графини Кушелевой её мужем
- Замок Сьорак (XVI век)
- Церковь Св. Власия (XII век)
- Церковь Св. Манде (XII век)

## Фотогалерея

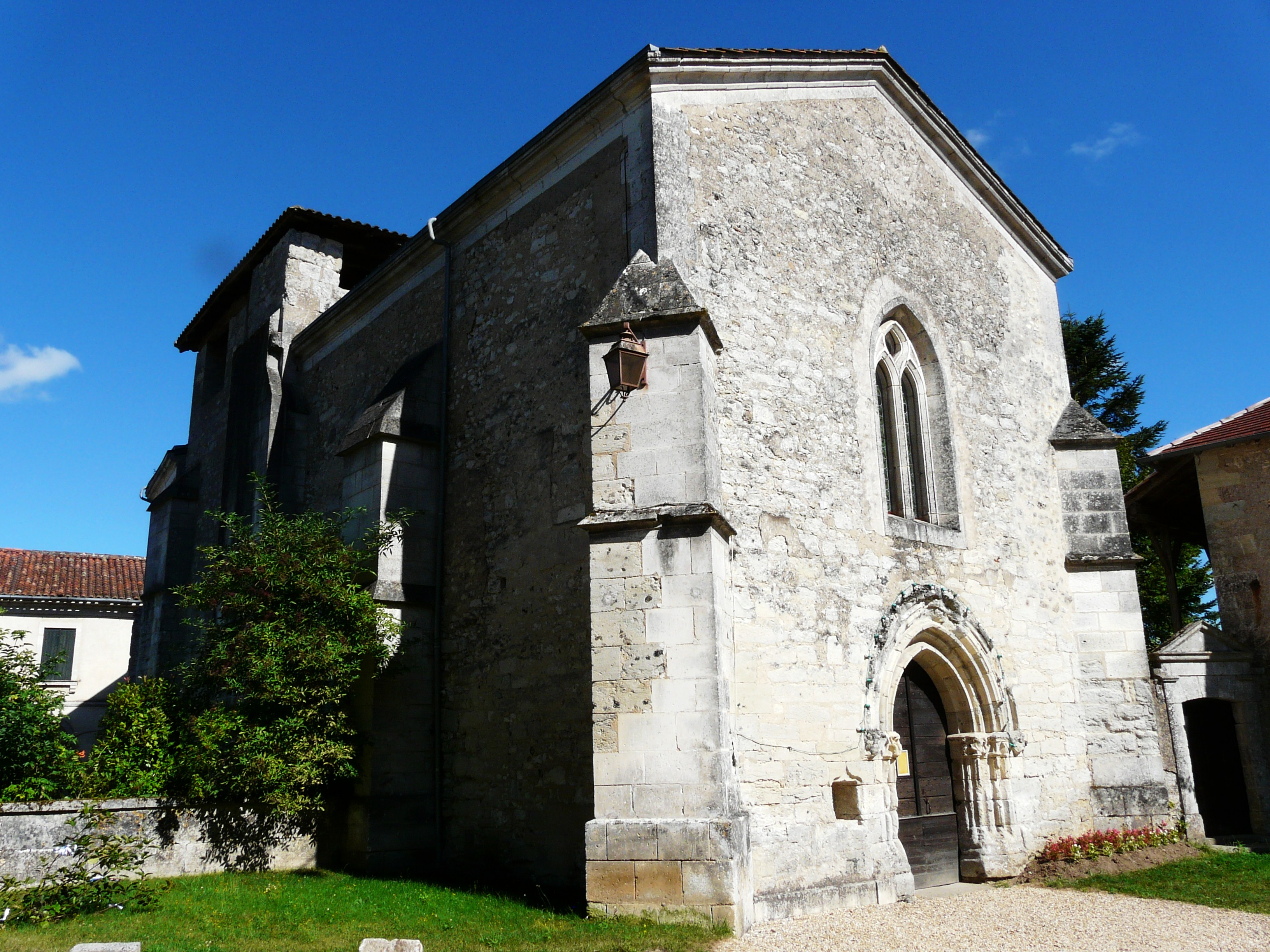
Церковь Св. Власия
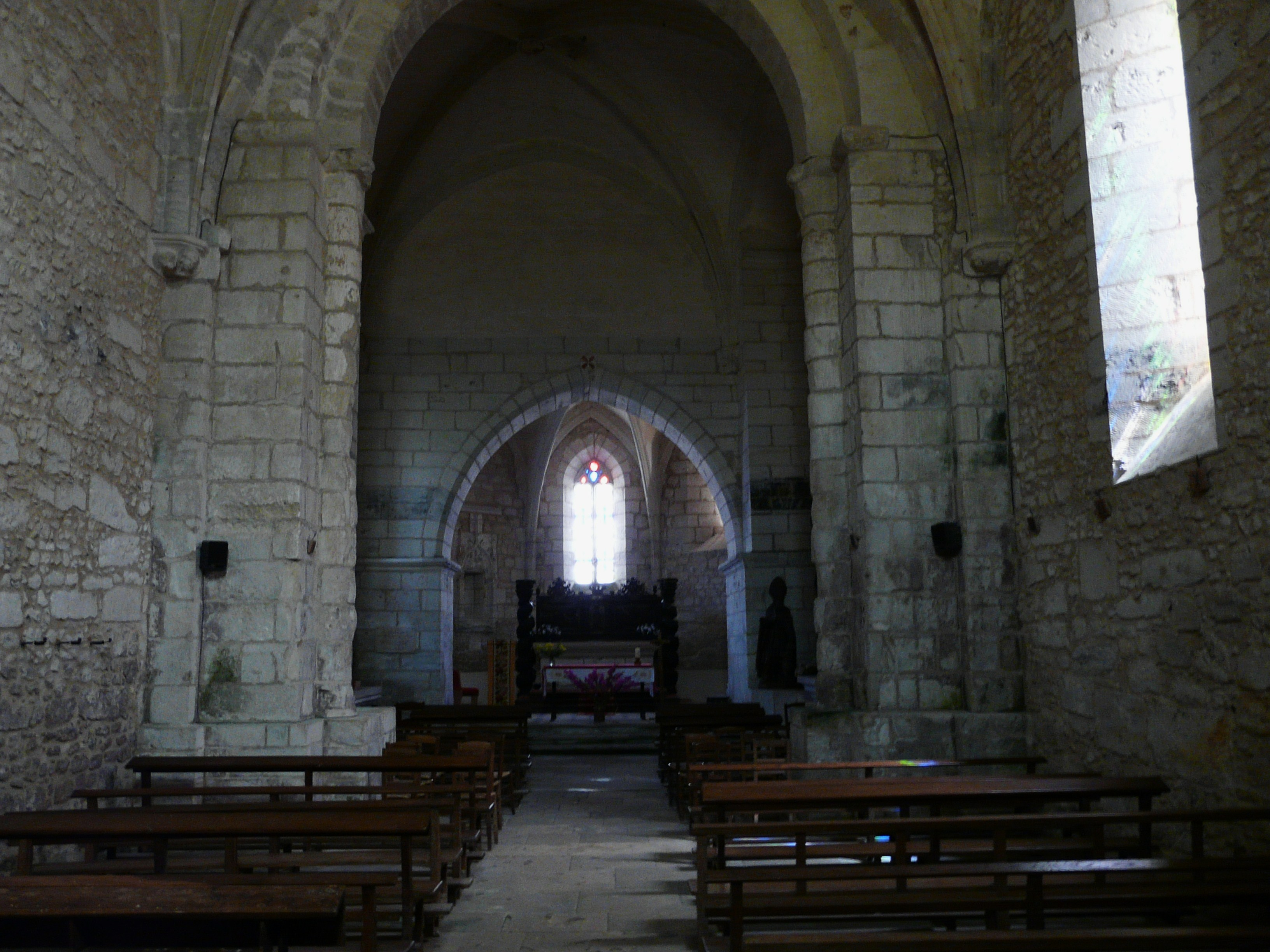
Интерьер церкви Св. Власия
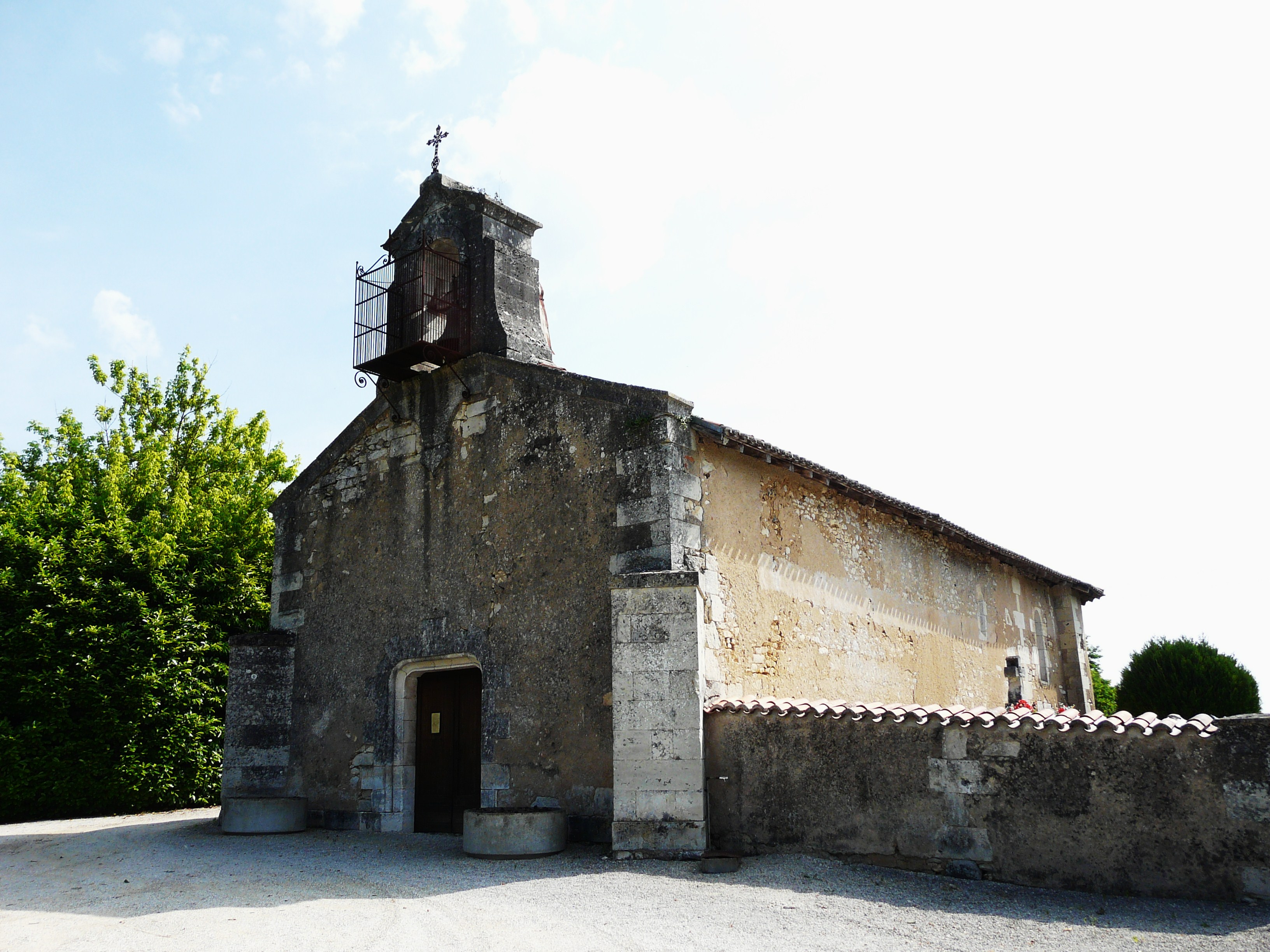
Церковь Св. Манде
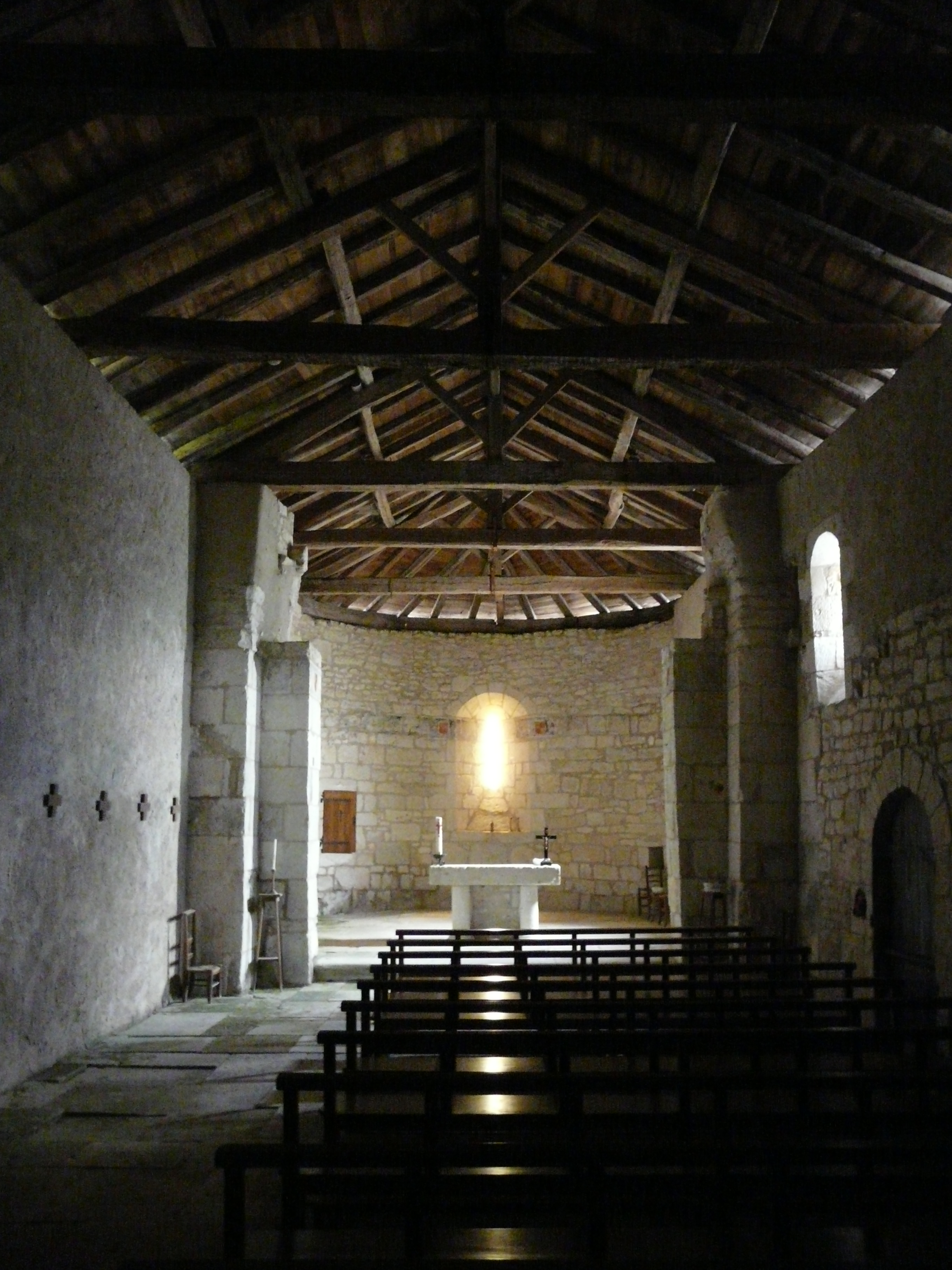
Интерьер церкви Св. Манде
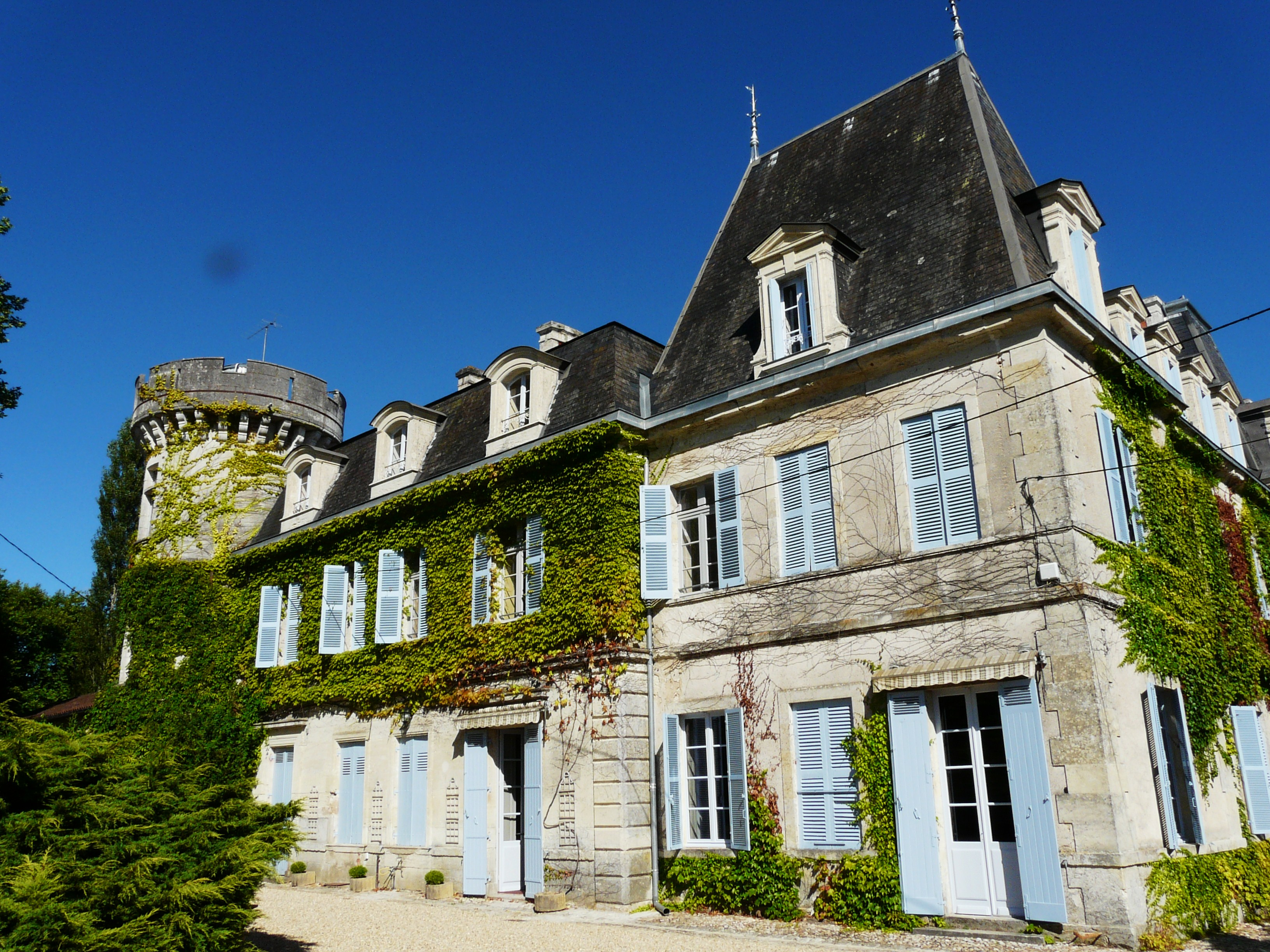
Замок Лаланд
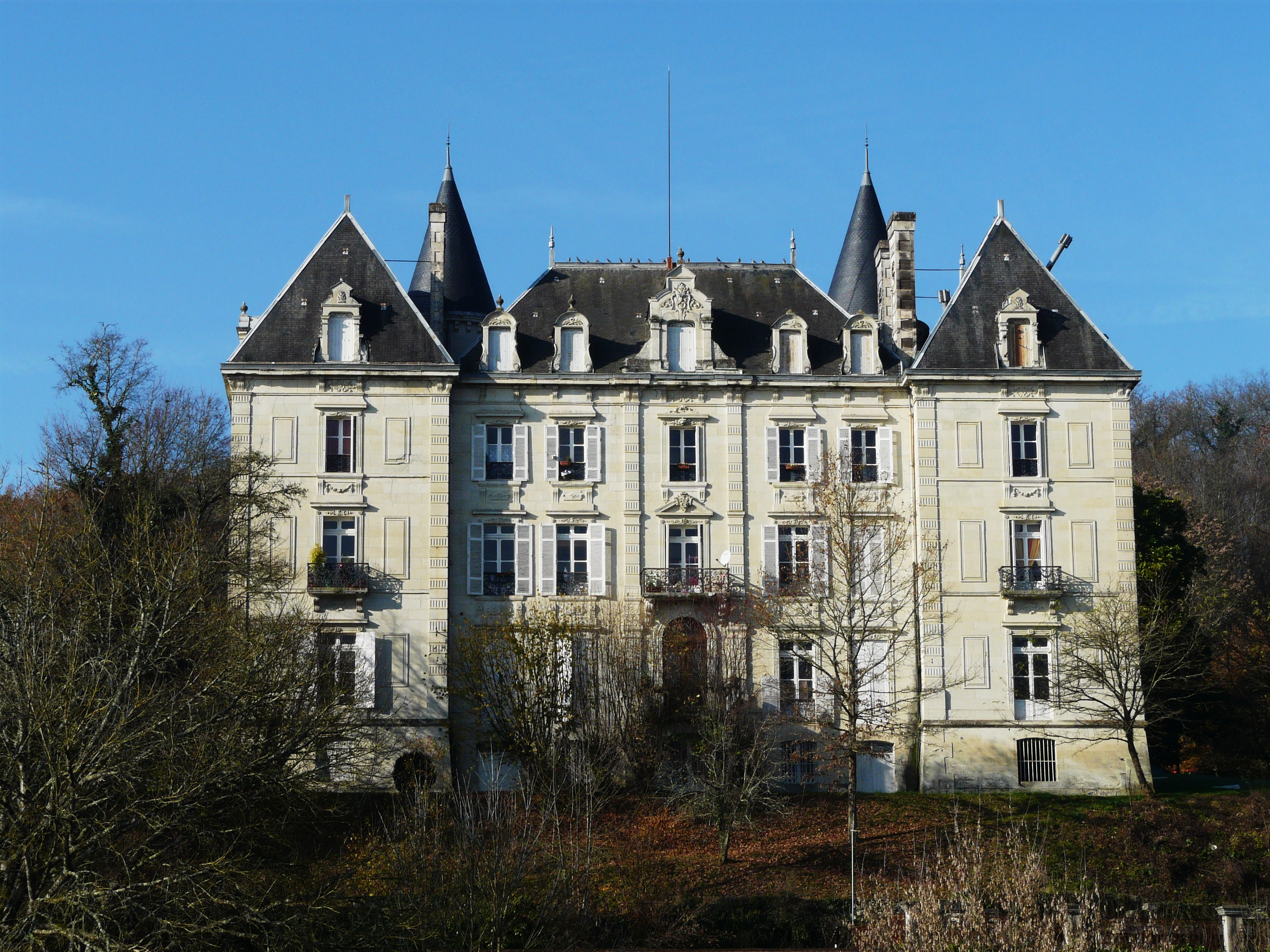
Замок Рош
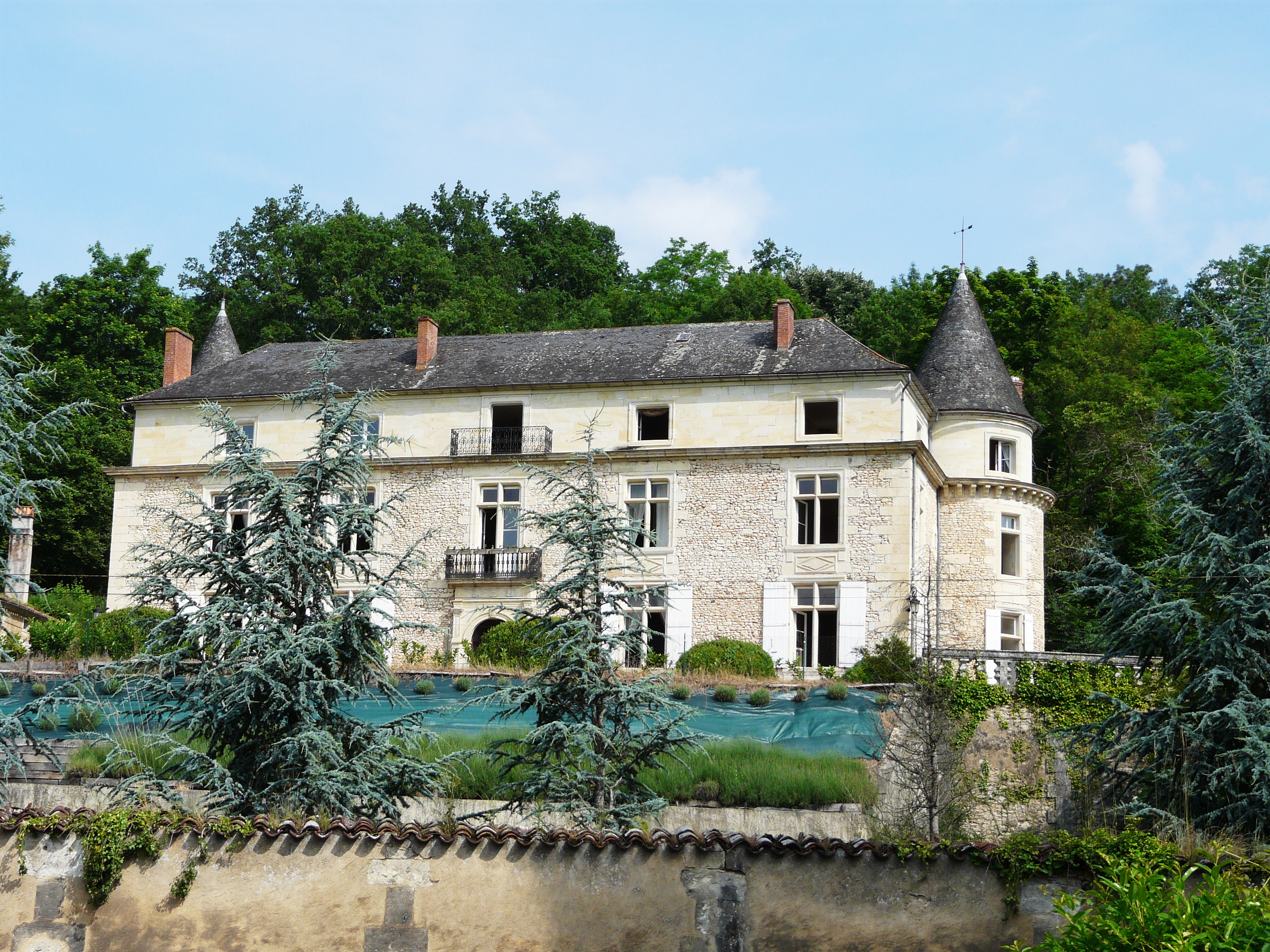
Замок Сьорак
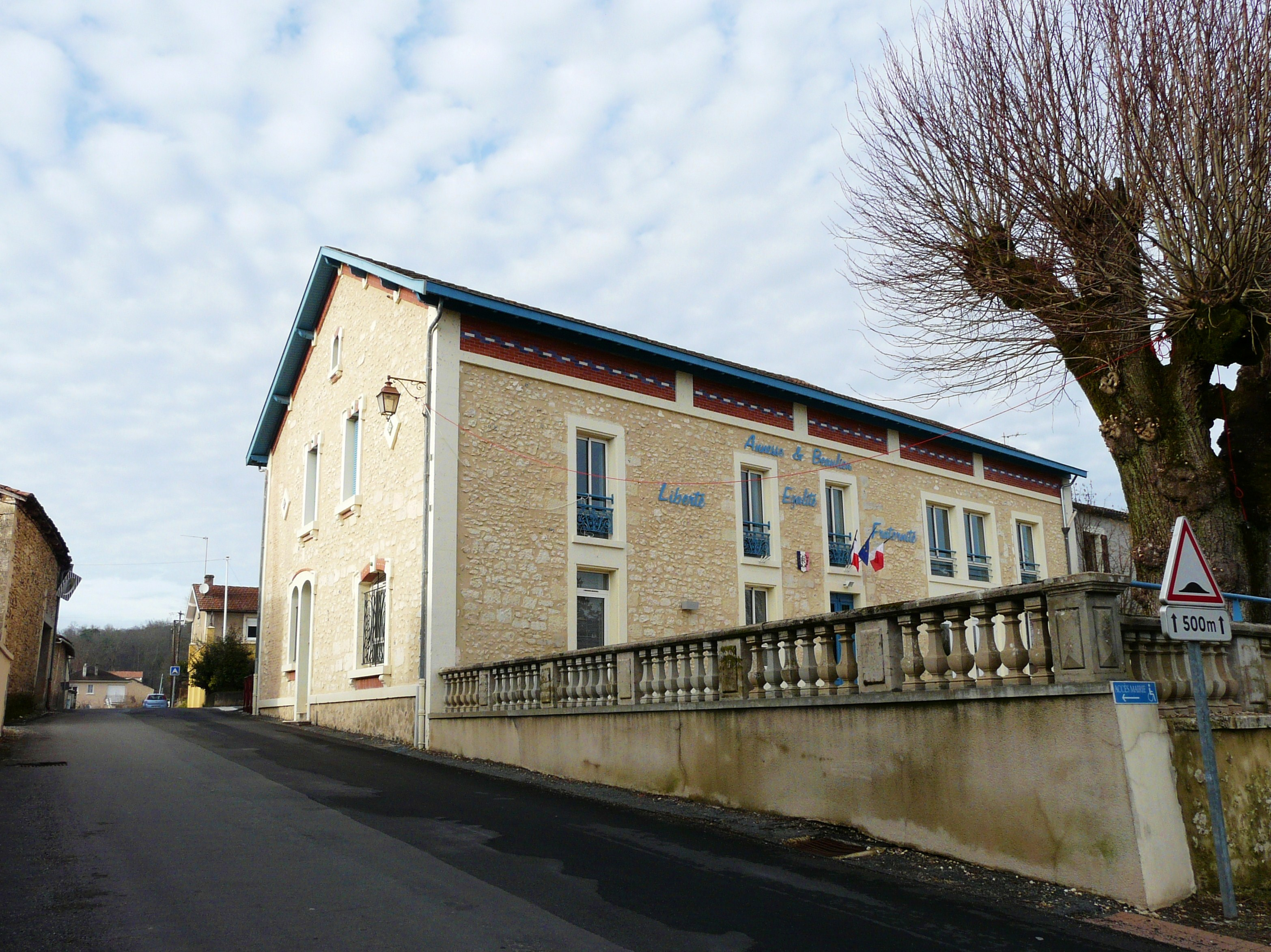
Мэрия
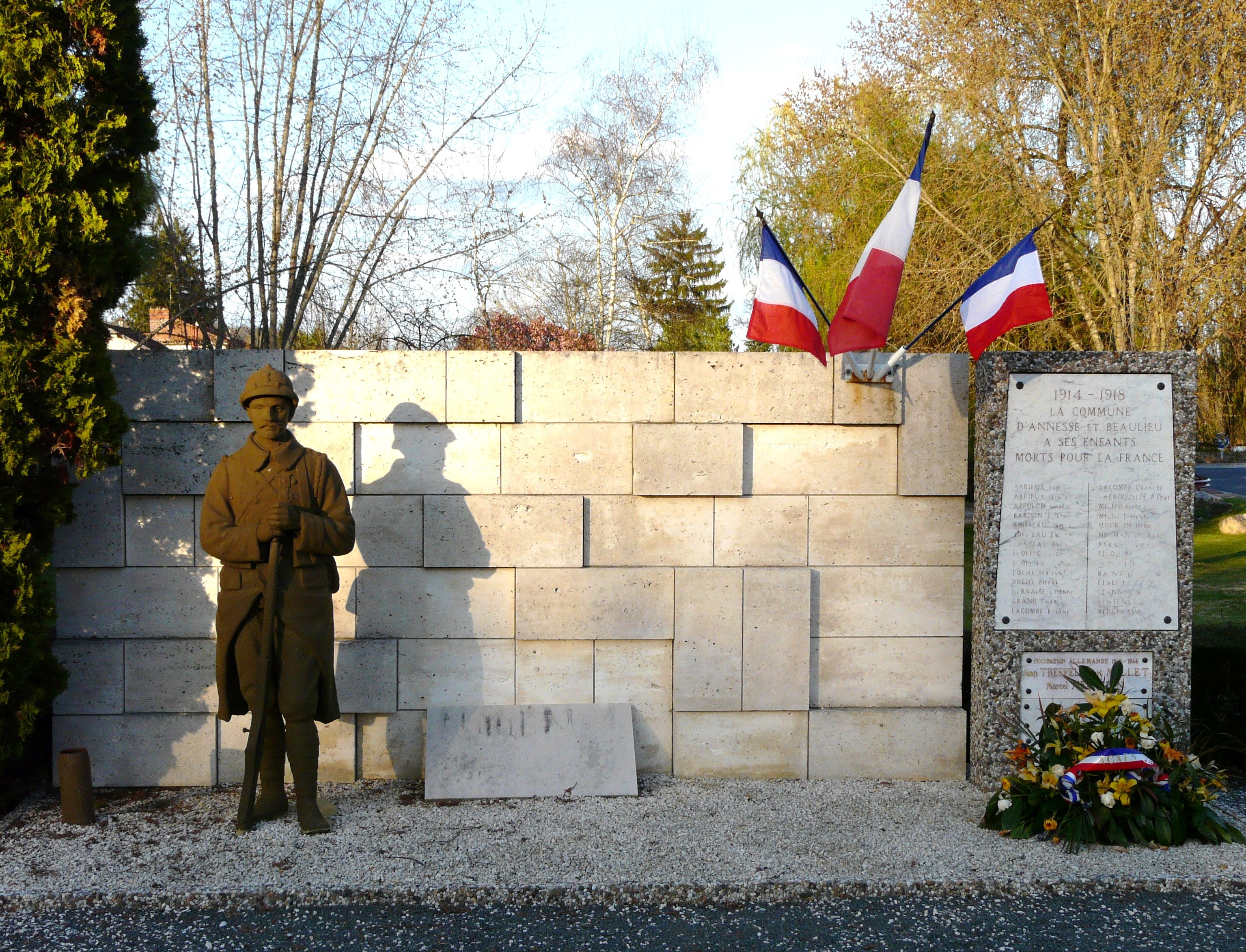
Военный мемориал
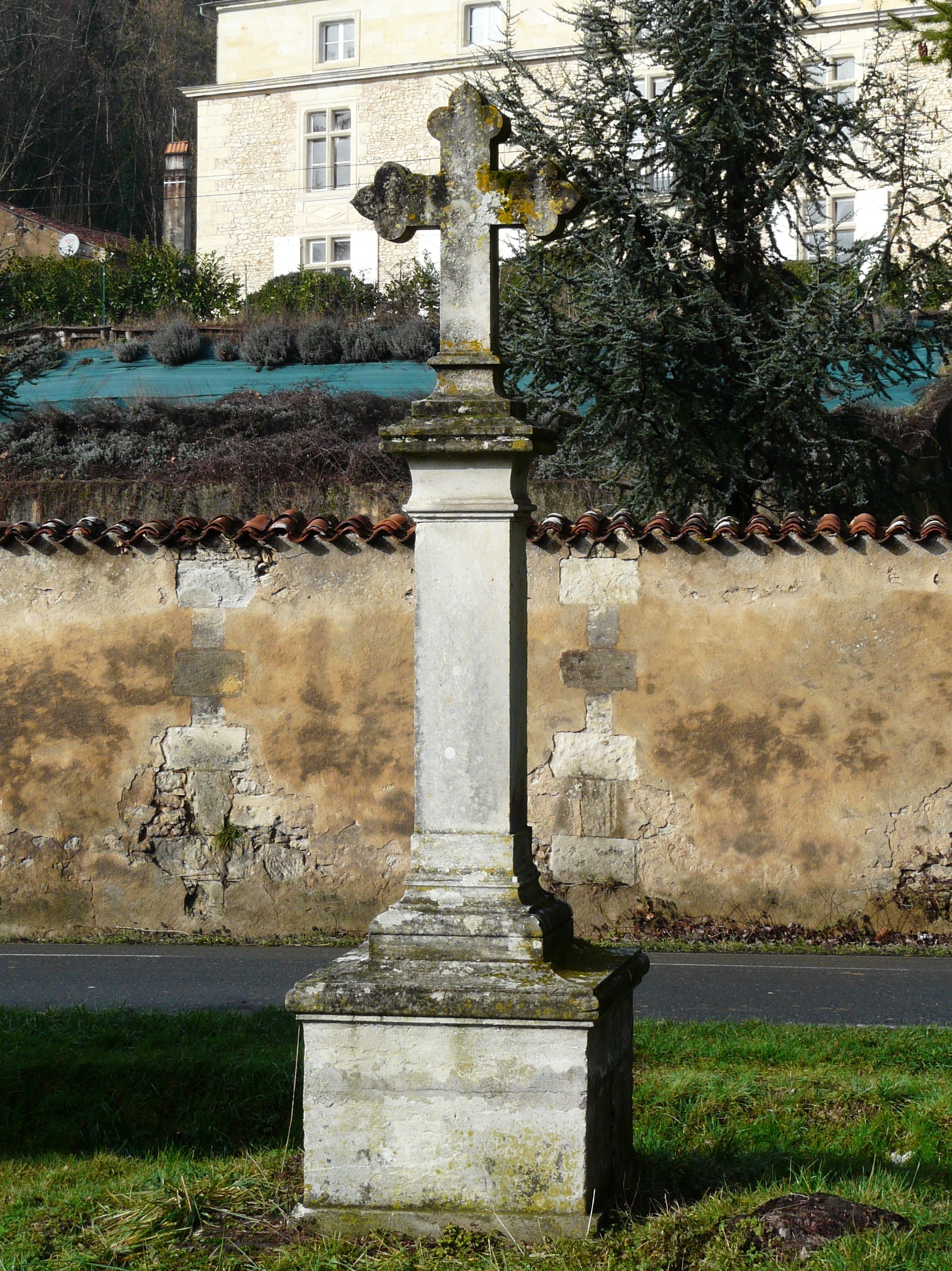
Крест
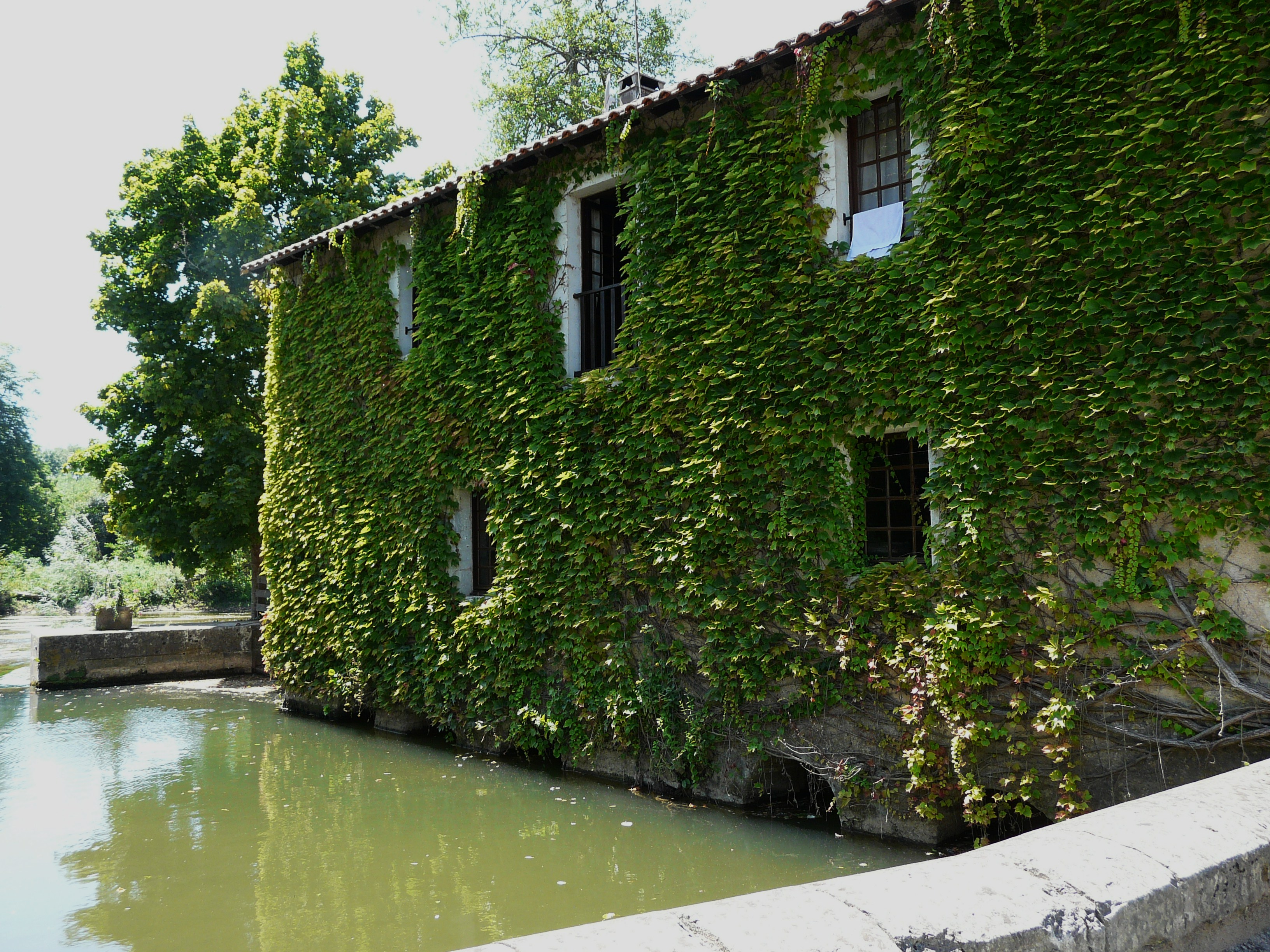
Водяная мельница Тайпети
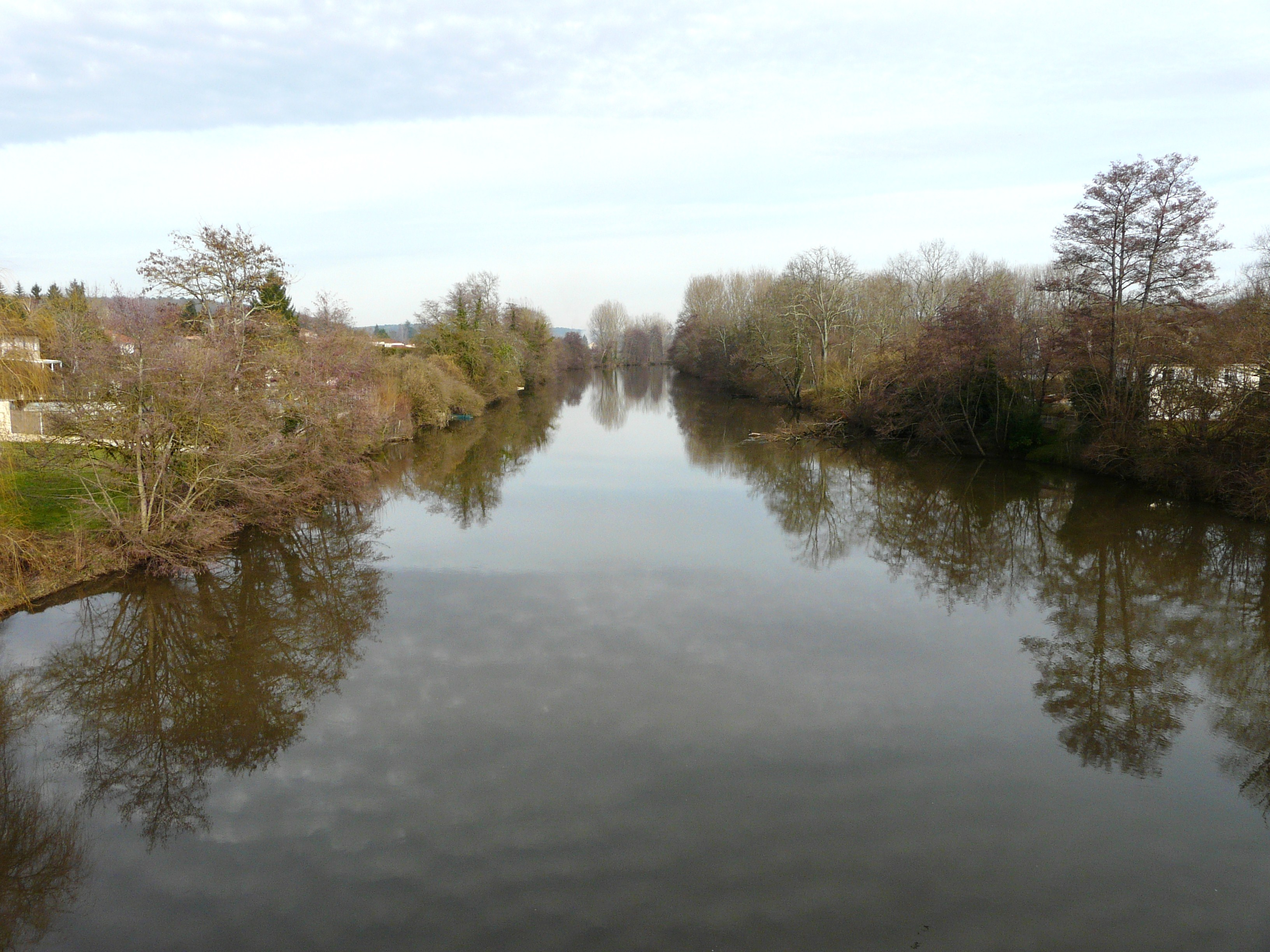
Река Иль